# Barbara Lezzi
Barbara Lezzi (Lecce, 24 de abril de 1972) es una política italiana. Desde el 1 de junio de 2018 hasta el 5 de septiembre de 2019 fue Ministra para el Sur del Primer Gobierno Conte. 

## Biografía
Se graduó en 1991 como experta en negocios y corresponsal en idiomas extranjeros en el instituto técnico Grazia Deledda de Lecce. Fue contratada en enero de 1992 en una empresa del sector del comercio.

### Elección como senadora
En 2013 fue elegida senadora de la XVII legislatura de la República Italiana por el distrito de Puglia representando al partido Movimiento 5 estrellas. Fue vicepresidenta de la comisión permanente para el presupuesto y la planificación económica y miembro de la comisión permanente para las políticas europeas. Fue reelegida como senadora de la XVIII legislatura en las elecciones generales de 2018 también por el partido Movimiento 5 Estrellas.

### Ministra para el Sur
El 1 de junio de 2018 tomó posesión del cargo de Ministra para el Sur enmarcada dentro del Primer Gobierno Conte.